# Абу Ташуфін II
Абу Ташуфін II (араб. أبو تاشفين الثاني; нар. 1351 — 29 травня 1393) — 9-й султан Держави Заянідів в 1387 і 1389—1393 роках. Повне ім'я Абу Ташуфін Абд ар-Рахман ібн Абу Хамму Муса.

## Життєпис
Син Абу Хамму Муси. Народився 1351 року в Недрумі. Згодом виховувався в Фесі при дворі султанів з династії Маринідів. 1359 року після сходження батька на трон перебрався до Тлемсену, де був оголошений спадкоємцем трону.
Згодом все більше намагався втручатися у державні справи, що призвело до конфлікту з батьком. Зрештою Абу Ташуфін 1387 року повалив Абу Хамму II, якого відправив до Орану. Але проти нового султана виступили брати: Мухаммед, намісник Орану, Умар, заступник Мухаммеда, Абу Заян Мухаммед, намісник Делліса. Поки Абу Ташуфін II з ними боровся, його батько захопив Тлемсен й відновився на троні. Але Абу ташуфін швидко зайняв Тлемсен, змусивши Абу Хамму вдруге зректися трону. Тоді той оголосив, що збирається у хадж до Мекки. Втім на шляху висадився неподалік від Уджди, де з'єднався з братами Абу Ташуфіна II. Зрештою того залишили усі племена, й він втік до Марокко.
1389 року за підтримки маринідського війська виступив проти Абу Хамму II. Спочатку у битві на півночі бені-Урнід зазнав поразки від брата Умара. Але при відступі в південній частині цієї місцини завдав поразки батькові, який загинув. За цим усе військо його супротивників перейшло на бік Абу Ташуфіна. Той зайняв Тлемсен, наказав стратити Умара. За цим оголосив визнання зверхності Маринідів та зобов'язався сплачувати їм данину.
1393 року раптово помер. Трон успадкував його син Абу Табіт II.